# Salmon Fork Black (rivière)

La rivière Salmon Fork Black est un cours d'eau d'Alaska, aux États-Unis située dans la  région de recensement de Yukon-Koyukuk. C'est un affluent de la rivière Black, qui est un des affluents de la rivière Porcupine, elle-même affluent du  fleuve Yukon.

## Description
Longue de 90 milles (145 km), elle prend sa source au Canada et coule en direction du sud-ouest vers la frontière puis en direction de l'ouest pour rejoindre la rivière Black à 32 milles (51 km) au sud-est de Chalkyitsik.
Son nom local a été référencé en 1956 par R.C. Foley de l'United States Geological Survey.

## Sources
- (en) « Salmon Fork Black (rivière) », Geographic Names Information System